# Filosofie
De filosofie of wijsbegeerte is de oudste theoretische discipline die het streven uitdrukt naar kennis en wijsheid. De filosofie houdt zich bezig met de fundamentele vragen over zaken als het bestaan, de werkelijkheid, de rede, waarden, taal en het menselijke verstand. Filosofie is een centraal element in de intellectuele geschiedenis van een cultuur.
De belangrijkste tradities in de geschiedenis van de filosofie zijn de westerse, Arabisch-Perzische, Indische en Chinese filosofie. De westerse filosofie vindt haar oorsprong in het oude Griekenland en bestrijkt een groot aantal filosofische deelgebieden. Veel moderne wetenschapsdisciplines, zoals natuurkunde en psychologie, zijn historisch gezien deels voortgekomen uit filosofische vraagstelling.
Belangrijke takken van de filosofie zijn epistemologie, axiologie (ethiek en esthetica), logica en metafysica (inclusief zijnsleer of ontologie). Epistemologie bestudeert wat kennis is en hoe men deze kan verwerven. Axiologie betreft de waarden en waardeoordelen, zoals in de ethiek en de esthetiek. Ethiek houdt zich bezig met morele principes – de kritische bezinning van het juist of onjuist handelen. Logica is de studie van correct redeneren en onderzoekt hoe goede argumenten van drogredenen kunnen worden onderscheiden. Metafysica en ontologie onderzoekt de meest algemene beginselen van de werkelijkheid, objecten en eigenschappen.
Filosofen gebruiken verschillende methoden om tot antwoorden en inzicht te komen. Ze maken gebruik van conceptuele analyse, het logische verstand of intuïtie, het poneren van gedachte-experimenten, het analyseren van taal, en het kritisch beredeneren. Filosofie heeft een richtinggevende invloed in vakgebieden als natuurwetenschappen, wiskunde, bedrijfskunde, het recht en journalistiek.

## Oorsprong van het begrip filosofie

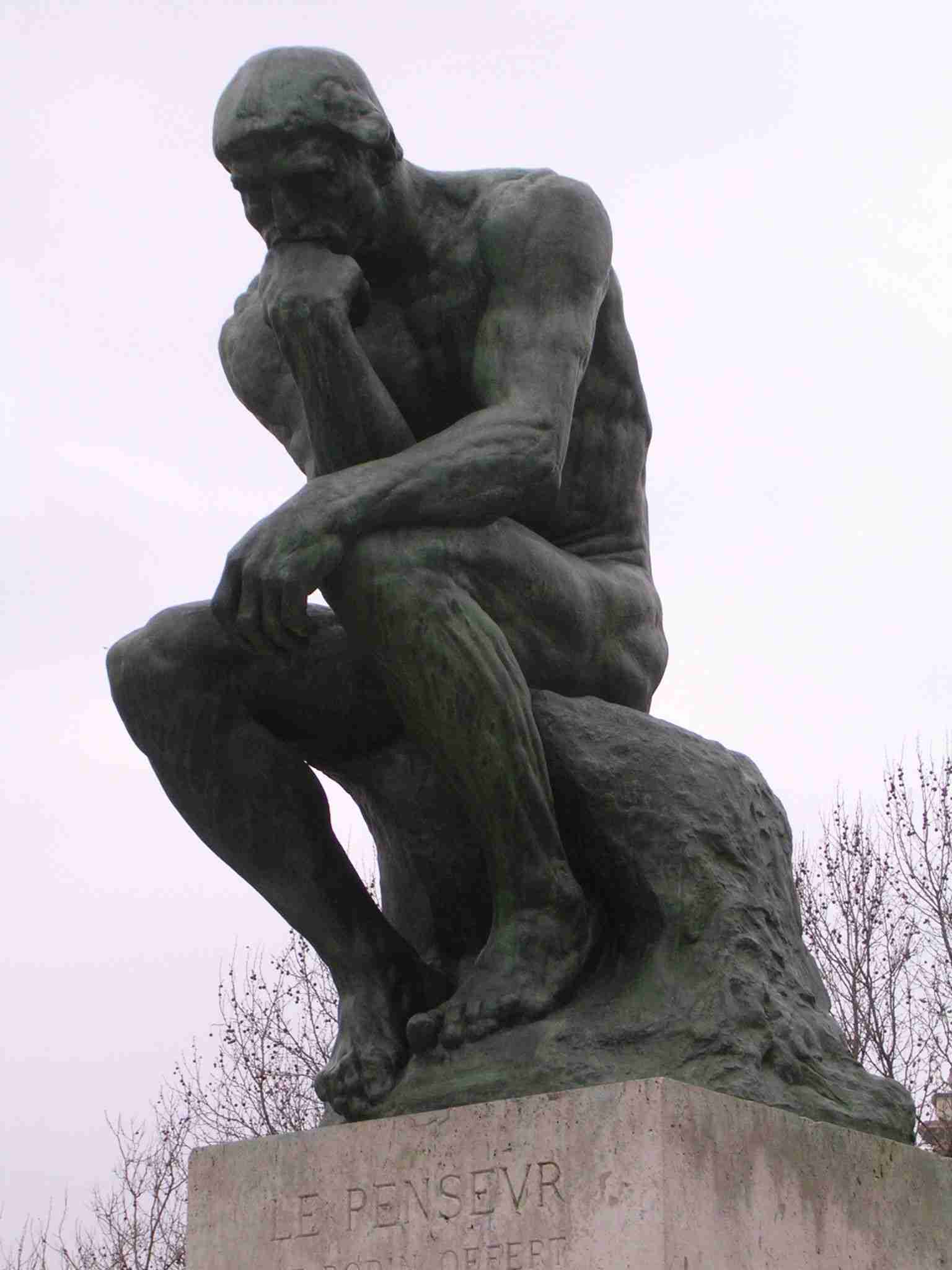
Auguste Rodin, Le Penseur, 1880-82

In het Oudgrieks is het woord philosophía (φιλοσοφία) een samenstelling van de woorden voor liefde (φιλέω = ik houd van, φιλεῖν = houden van, φίλος = vriend, φιλία = vriendschap) en voor wijsheid (σοφία = wijsheid).
Oorspronkelijk betekende filosofie dus eenvoudig: "liefde voor wijsheid". Het woord filosoof verving aldus het woord sofist, dat gebruikt werd om "wijze mannen" of leraren in de retorica aan te duiden. Enkele van de vroege sofisten waren wat we nu filosofen zouden noemen. In de dialogen van Plato stelt Socrates vaak filosofen tegenover sofisten, die Socrates karakteriseert als oneerlijk en destructief, omdat ze hun onwetendheid camoufleren achter woordspelingen en vleierij, en anderen pogen te overtuigen van wat onwaar en zonder grond is. Aristoteles nam deze visie op de sofisten van Socrates en Plato over. "Sofist" is hierdoor nog steeds een minachtende uitdrukking voor hen die anderen met hun redenaarskunst willen overtuigen zonder enige interesse in wijsheid of waarheid.
De introductie van de term "filosofie" werd toegeschreven aan de Griekse denker Pythagoras: "De vita et moribus philosophorum", I, 12; Cicero: "Tusculanae disputationes", V, 8-9). Deze verwijzing is waarschijnlijk gebaseerd op een verloren gegaan werk van Herakleides Pontikos, een leerling van Aristoteles. Het wordt beschouwd als deel van de wijdverspreide pythagorische legenden uit die tijd. In werkelijkheid werd de term "filosofie" niet gebruikt tot ver voor Plato.
Filosofie en 'filosoferen' was volgens Aristoteles de meest verheven en meest goddelijke activiteit voor de mens, die ze van nature voltooit en die een bron van vreugde is. In zijn "Uitnodiging tot de filosofie" lezen wij: "...want intelligentie is de god in ons..." en "Het stoffelijke leven heeft een goddelijk gedeelte", en nog: "Zodoende is de mens verplicht te filosoferen of anders afscheid te nemen van het leven; want alle andere activiteiten zijn slechts prullen in verhouding tot het filosoferen".
Het is een misverstand dat de wetenschapper Simon Stevin het woord "wijsbegeerte" heeft bedacht, want dit verscheen pas in 1661 voor het eerst.

## Mogelijke definities en afbakening
Voor sommigen is de definitie van filosofie eenduidig, terwijl deze voor anderen zelf weer een metafilosofisch probleem vormt. Een mogelijke omschrijving is dat het de studie is van de betekenis en geldigheid van ons denken en onze overtuigingen omtrent de meest algemene en universele aspecten van het bestaan (heelal, entiteiten of subjecten, objecten of dingen en hun relatievormen). Deze studie wordt niet in het bijzonder uitgevoerd met behulp van experimenten of zorgvuldige waarneming. Dit is de reden waarom filosofie geen empirische maar een normatieve wetenschap is. Men baseert zich op redeneringen en gedachte-experimenten, door zorgvuldig de filosofische problemen te formuleren en door te zoeken naar oplossingen en argumenten die deze oplossingen ondersteunen, in plaats van empirische experimenten uit te voeren. Er kan dus ook nooit sprake zijn van een empirisch bewijs voor een bepaalde filosofische visie of theorie. Het is zelfs zinloos te vragen naar dergelijke bewijzen van bijvoorbeeld Plato's ideeënleer. Sommige empirische wetenschappers zijn hierdoor geneigd te concluderen dat filosofie geen wetenschap is. Daar kan tegenover worden gesteld dat iedere wetenschap wel enkele a-priorische principes vooronderstelt.
Het domein van filosofie bestond van oudsher uit "alle intellectuele inspanningen". Het heeft sinds lang de betekenis van de studie van abstracte, niet-experimentele intellectuele inspanning. "Filosofie" blijft dus een notoir lastig te definiëren begrip en de vraag "wat is filosofie" is op zich een complexe filosofische vraag. Sommige filosofen houden zich met zeer specifieke technische kwesties bezig, terwijl anderen zich juist zeer breedvoerig concentreren op de interrelatie tussen zaken als religie, wetenschap en kunst.
Ted Honderich formuleert het als volgt:
De kortste definitie, en het is best een goede, is dat filosofie denken over denken is. Dat brengt het algemene tweede-ordekarakter van het onderwerp goed tot uiting, als reflectieve gedachte over bepaalde manieren van denken - de vorming van overtuigingen, claims op kennis - over de wereld of grote delen ervan.
Een meer gedetailleerde, maar nog steeds onbetwistbaar veelomvattende definitie is dat filosofie rationeel kritisch denken is, van een min of meer systematische aard, over:
- de algemene aard van de wereld (metafysica of zijnsleer);
- de rechtvaardiging van overtuigingen (epistemologie of kennisleer);
- het handelen in het leven (ethiek of de leer van waarden).

De filosofie houdt zich dus bezig met dezelfde objecten als heel veel andere wetenschappelijke disciplines, maar onderscheidt zich tegelijkertijd van deze disciplines doordat zij haar eigen benadering hanteert, waarin het geheel van het "Zijn" en het zoeken naar een allesomvattende samenhang centraal staan. Het denken wordt in de filosofie als het eigenlijke middel gehanteerd, in tegenstelling tot wat bij religie en kunst het geval is; daar wordt in de eerste plaats een beroep gedaan op gevoel en geloof. Anderzijds is het juist zo dat de filosofie - met name in de oudheid en middeleeuwen - vaak zeer nauw verweven was met andere wetenschappen die als het ware in de filosofie besloten lagen, en met kunst en religie. Met name in de Westerse geschiedenis is hier sinds de renaissance verandering in gekomen.
Zowel Plato als - veel later - Hegel waren van mening dat de filosofie een geheel eigen methodologie had, die ze allebei dialectiek noemden, hoewel ze van mening verschilden over de inhoud ervan. Henri Bergson zag intuïtie als de voornaamste filosofische methode. Volgens Ludwig Wittgenstein was dit het "blootleggen van nonsens" en volgens Moritz Schlick verheldering, terwijl Edmund Husserl de basis van de filosofie in de fenomenologie zocht en deze basis volgens David Hume in empirisch onderzoek en volgens Spinoza in de geometrie lag. In de 19e eeuw stelden onder anderen Rudolf Hermann Lotze en James Ward net als Plato dat de filosofie zich hoofdzakelijk met betekenis, waarden en doelen bezighield, niet met pure wetenschap en feiten als zodanig. William James definieerde de filosofie als "een collectieve benaming voor vragen die niet naar tevredenheid van alle vragers zijn beantwoord". Hij suggereerde daarmee dat de filosofie eigenlijk geen aparte discipline vormde, maar volledig kon worden gedesintegreerd om op te gaan in andere wetenschappen. Aristoteles beweert in zijn Metafysica echter het tegengestelde; hij onderscheidt een aparte wetenschap die "het Zijn als het Zijn onderzoekt". Hegel en Benedetto Croce stellen de filosofie op één lijn met de cultuurwetenschappen, terwijl Karl Popper vooral veel raakvlakken met de kosmologie ziet. Rudolf Carnap meent dat het werkgebied van de filosofie in feite beperkt is tot het beschrijven van taal, en deze opvatting heerste in de twintigste eeuw ook in het Verenigd Koninkrijk.

## Thema's binnen de filosofie
De bronnen van een filosofische studie bestaan meestal uit de teksten van andere filosofen. Centraal bij de bestudering van teksten staat steeds een bepaald onderwerp of thema, waaromtrent bepaalde argumentaties zijn ontwikkeld. Een filosofische tekst is echter nooit los van een context gesitueerd of geschreven, de argumentatie komt niet zomaar uit het niets. Er wordt dan ook geprobeerd om een tekst in zijn oorspronkelijke of huidige context te begrijpen. Deze interpretatiekunde van filosofische teksten wordt hermeneutiek genoemd.
Filosofie is ook de studie van de opvattingen, visies en theorieën van andere filosofen, ofwel metafilosofie. Een filosoof zal de dingen van andere filosofische tradities bekritiseren: sommige dingen zal hij overnemen en/of corrigeren; andere zal hij afwijzen. Het aangaan van de discussie met andere filosofen wordt ook wel dialectiek genoemd. Er zijn binnen de filosofie weinig onderwerpen of aspecten te bedenken waarover algehele consensus bestaat. Men zou deze kritische houding zelfs als een wezenlijk kenmerk van de filosofie kunnen beschouwen: een niet principieel betwistbaar standpunt kan in feite niet als filosofisch worden opgevat, maar enkel als dogmatisch.
Filosofen zijn dus tevens uniek in de mate waarin zij van mening verschillen over het domein en de definitie van hun vakgebied. De procedures die in het verleden binnen de filosofie zijn gebruikt om vraagstukken op te lossen lopen sterk uiteen; sommige van hun argumenten kunnen tot de formele wetenschap worden gerekend omdat ze bijvoorbeeld overeenkomen met methoden in de wiskunde, terwijl andere argumenten er meer op gericht zijn bepaalde hypothesen omver te werpen door een beroep te doen op de alledaagse waarneming.

## Stromingen
Het empirisme staat als stroming tegenover het innatisme, waarbij feitelijk alle menselijke kennis als aangeboren wordt beschouwd, of het rationalisme. Twee belangrijke filosofen die tot deze laatste stroming behoren zijn René Descartes en Gottfried Wilhelm Leibniz. In het verlengde hiervan kan het intellectualisme worden beschouwd als de tegenpool van het sensualisme.
Wat betreft de vraag hoe rechtsgeldig de menselijke kennis nu eigenlijk is, zijn er ook twee hoofdstromingen te onderscheiden: enerzijds het kennistheoretisch of "naïef" realisme dat stelt dat het bewustzijn de dingen waarneemt zoals deze zijn, anderzijds het idealisme dat stelt dat alles wat het bewustzijn waarneemt slechts voorstellingen zijn, terwijl de "echte" werkelijkheid nooit rechtstreeks waarneembaar is.

## Filosofische deelgebieden

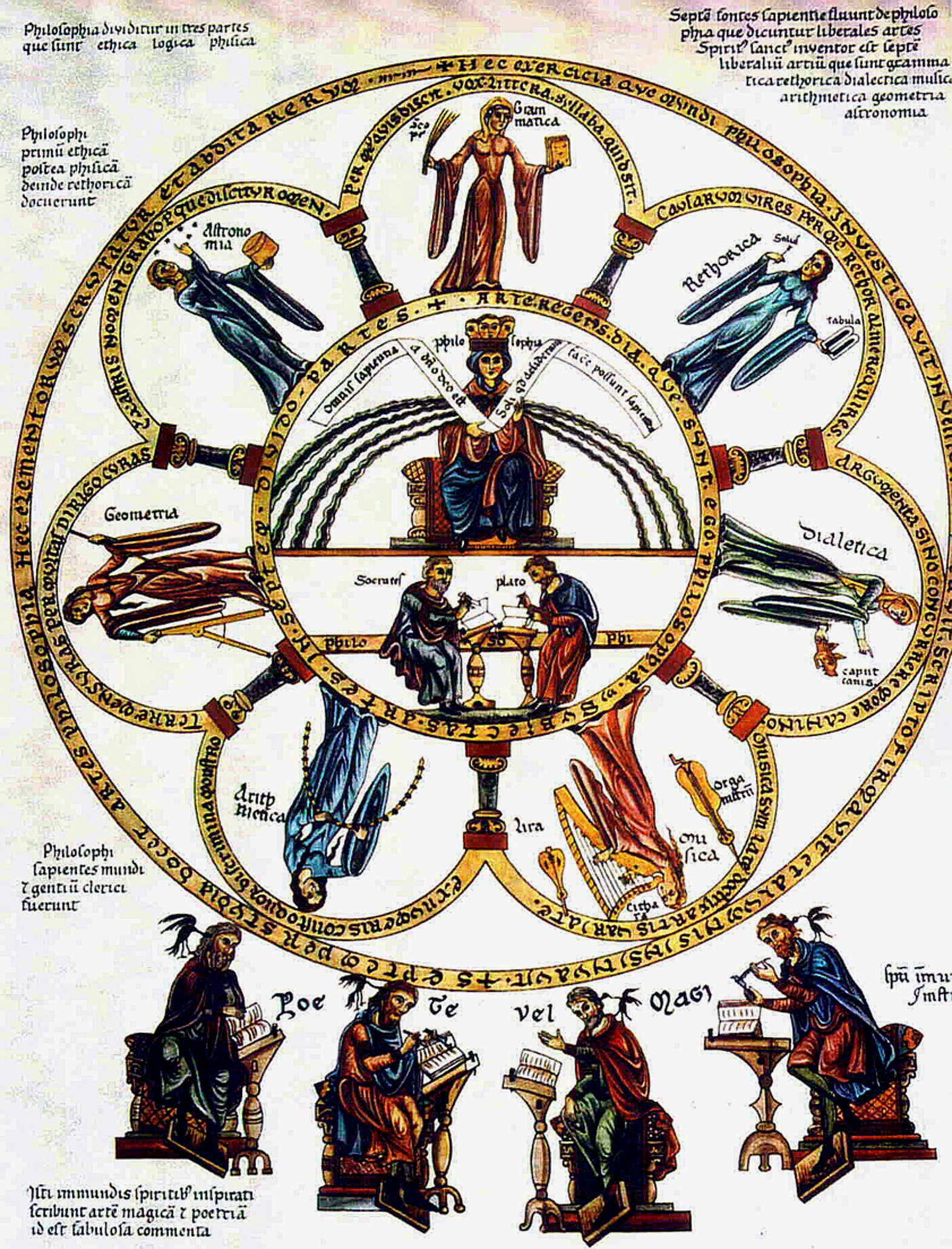
Klassieke weergave van de filosofie en de als een van de zeven vrije kunsten, uit de Hortus deliciarum van Herrad von Landsberg.

Filosofie is een breed gebied en kent verschillende specialistische deelgebieden (vakdisciplines).
Tijdens de Griekse oudheid verstonden onder meer Plato en Aristoteles onder filosofie het gehele gebied van de menselijke kennis. Zowel het bestuderen van de sterren als de menselijke natuur was dus object van de filosofie. Deze studies werden later echter het domein van de astronoom en de psycholoog, en op die manier werden vele disciplines die voordien aan de filosoof waren voorbehouden nu opgeëist door moderne wetenschappers. In de 18e eeuw stelde de Duitse filosoof Immanuel Kant zich in zijn Kritik der reinen Vernunft (1778) de vraag wat dan wel het onderwerp van filosofie was of diende te zijn. Hij ging daarbij uit van vier fundamentele vragen die de kernproblemen van de filosofie vormden:
1. Wat kan ik weten?
2. Wat moet ik doen?
3. Wat mag ik hopen?
4. Wat is de mens?

Het behandelen (en oplossen) van deze 4 essentiële filosofische vragen gebeurt in 4 kerndisciplines van de filosofie, respectievelijk de kentheorie, de ethiek, de metafysica (of ontologie) en de filosofische antropologie. Met deze basisproblemen is natuurlijk geen volledig beeld geschetst van alle disciplines waarmee de moderne filosoof zich kan bezighouden: te denken valt aan de moderne taalfilosofie, argumentatieleer en logica, alsook andere vrij recente 'toevoegingen' als sociale en politieke filosofie.
Enerzijds heeft de filosofie dus veel terrein moeten prijsgeven als gevolg van de opkomst van de moderne wetenschappen, maar anderzijds zijn er voortdurend nieuwe disciplines waar de filosofie haar licht op laat schijnen. Op een bepaalde manier maakt ze deze door de wetenschappen opgeëiste kennisgebieden zelfs weer voor een deel tot de hare. Zo kennen we nu bijvoorbeeld de filosofie van de wetenschappen, de filosofie van de geschiedenis en de filosofie van de kunst.
De traditionele deelterreinen van de filosofie zijn ook globaal op te delen in drie richtingen volgens hun studieobject; gericht op de mens zoals wijsgerige antropologie, ethiek, esthetica, sociale filosofie en theologie; gericht op de natuur zoals metafysica en natuurfilosofie; en gericht op menselijke kennis als logica, kennistheorie, retorica en wetenschapsfilosofie.
Hiernaast zijn in de twintigste eeuw enige specifieke terreinen opgekomen als existentialisme, postmodernisme, systeemtheorie en taalfilosofie. Minder expliciet is, dat sinds de 19e eeuw elke afzonderlijke wetenschap is gaan werken aan haar eigen grondslagen en hierbij kan de filosofie helpen om deze grondslagen te expliciteren. In de hedendaagse filosofie worden de filosofische vakgebieden duidelijk afgebakend. Dit gebeurt vooral in de filosofische onderzoeksinstituten aan de universiteiten.
De verschillende vakgebieden zijn:

### Esthetica
De term esthetica komt uit het Grieks en betekent waarneming. De esthetica was lange tijd gericht op vragen als "wat is mooi?", esthetica als de leer van de schoonheid. De filosoof Kant introduceert de esthetica als een volwaardige tak van de filosofie. Na Kant specialiseert de esthetica zich steeds meer in kunst en wordt het een synoniem voor kunstfilosofie.

### Ethiek
Wat is het goede? Wat zouden wij goed of slecht moeten vinden? Dit zijn centrale vragen binnen de ethiek. De filosofie van het juiste handelen. Het gaat hierbij meestal om het handelen ten opzichte van medemensen, dieren en de natuur in het algemeen. De ethiek probeert antwoorden te vinden op vragen als "is de doodstraf ethisch verantwoord of niet?", "mogen dieren gebruikt worden voor dierproeven in laboratoria?" De ethiek houdt zich ook bezig met algemene vragen zoals "heiligt een doel alle middelen?"

### Geschiedfilosofie
Geschiedfilosofie is een tak van de filosofie die zich enerzijds bezighoudt met de betekenis die mogelijk kan worden toegekend aan de menselijke geschiedenis en anderzijds de praktijk van geschiedschrijving analyseert. Daarbij wordt onderscheid gemaakt op basis van wat bestudeerd wordt:
- speculatieve geschiedfilosofie bestudeert het verleden om daar mogelijk zin en richting van de geschiedenis uit af te leiden. Deze variant van de geschiedfilosofie beleefde een hoogtepunt met de geschiedfilosofie van Hegel.
- analytische geschiedfilosofie is de in de 19e eeuw ontstane variant, die de praktijk van geschiedschrijving zelf analyseert met behulp van wetenschappelijke methoden. Historiografie kan beschouwd worden als een onderdeel van deze vorm van geschiedfilosofie.

### Godsdienstfilosofie
De godsdienstfilosofie is een discipline waarin men poogt het wezen en het doel van het verschijnsel religie te doorgronden.

### Kennistheorie
Kennistheorie, ook bekend als "epistemologie", "kennisleer" of "kentheorie", is een tak van de filosofie die er op gericht is na te gaan welke criteria bepalen wat gerechtvaardigde kennis is. Kennistheorie gaat over de voorwaarden voor, en de oorsprong en reikwijdte van kennis. Veel bekende filosofische problemen worden al eeuwen besproken binnen de kennistheorie, zoals de subjectiviteit van waarneming, het vaststellen van waarheid en de grenzen van het menselijke kenvermogen.

### Logica
De logica houdt zich bezig met de formele regels van het denken. Behalve tot de filosofie wordt het ook tot de wiskunde gerekend. De logica houdt zich onder andere bezig met vragen als "hoe kun je stellingen of systemen bewijzen met behulp van symbolen?"

### Milieufilosofie
De milieufilosofie is dat gedeelte van de filosofie dat zich bezighoudt met de relatie tussen mens en milieu vanuit een filosofisch perspectief. Onderdelen van de milieufilosofie zijn bio-ethiek, ecofeminisme en ecotheologie.

### Metafysica
Metafysica betekent zoveel als wat na de natuur (fysica) komt of wat de natuur 'overstijgt'. Het houdt zich bezig met vragen als "wat is bestaan, of er zijn?" De term metafysica is bekend geworden door Andronicus van Rhodos die de geschriften van Aristoteles ordende en uitgaf. Een aantal van die geschriften - waarvan de inhoud zeer divers was - plaatse hij na de fysica (meta fysica).
Onder metafysica verstaat men de leer die niet de realiteit onderzoekt zoals we die ervaren door middel van onze uiterlijke zintuigen maar datgene wat boven de materie uitgaat, de totaliteit van al het gegeven. Deze totaliteit kan zowel in een buiten onze wereld liggende 'transcendentale' werkelijkheid worden geponeerd, zoals Plato deed of in de vele ervaringsgegevens zelf, in een diepere grond waarin de gegevenheden alle zijn gefundeerd, de visie van Aristoteles.

### Ontologie
Ontologie is een tak van de metafysica. De ontologie is de zijnsleer. Het beschrijft de eigenschappen van het geheel van dingen, 'entiteiten', waarvan aangenomen wordt dat ze bestaan of althans zijn en probeert de fundamentele categorieën ervan te onderscheiden. De ontologie staat in nauwe wisselwerking met de fenomenologie en de epistemologie.

### Politieke en sociale filosofie
Politieke en sociale filosofie worden vaak met elkaar verbonden omdat de studievragen elkaar soms overlappen. Sociale filosofie is de studie van sociaal (menselijk) gedrag. Het probeert hierbij patronen en veranderingen in de maatschappij te begrijpen. Politieke filosofie richt zich onder meer op de verdeling van macht en de verdeling van kansen en mogelijkheden in een samenleving. Vragen zijn bijvoorbeeld: "Hoe moeten mensen in groot verband samenleven? Wat zijn de beste regels hiervoor?"

### Rechtsfilosofie
De rechtsfilosofie is een onderdeel van de ethiek en probeert specifieke vragen te beantwoorden met betrekking tot het recht. Zulke vragen zijn bijvoorbeeld: "Waarom zijn wij aan recht gebonden? Tot welke grens mag de overheid zich met het leven van de burgers bemoeien?"

### Retorica
In de retorica geschiedt overtuiging niet alleen, zoals in de andere filosofische takken, met de logos, maar ook door het gebruik van pathos en ethos. De retorica is daarom een betwiste tak van de filosofie. Veel filosofen distantiëren zich van deze discipline, omdat ze geassocieerd wordt met de sofisten. Toch schreven filosofische autoriteiten, zoals Aristoteles belangwekkende traktaten over dit onderwerp. De retorica is de kunst van de welsprekendheid en onderzoekt de overtuigingskracht van gesproken of geschreven teksten.

### Taalfilosofie
Taalfilosofie gaat over de vraag: hoe moeten we taal begrijpen? Als een systeem van tekens dat naar zaken buiten dat systeem verwijst? Of, als verwijzing ten minste zo belangrijk is, verwijzen die tekens in de eerste plaats naar elkaar?

### Wetenschapsfilosofie
Wetenschapsfilosofie betreft een onderzoek naar de grondslagen van de wetenschap. In elke tak van de wetenschap wordt nagedacht over de wetmatigheden waarvan uitgegaan wordt. Wat zijn de grondslagen van bijvoorbeeld wiskunde, sociologie, natuurkunde? Hoe hangen wetenschapsgebieden samen? De wetenschapsfilosofie, maakte in de twintigste eeuw een belangrijke ontwikkeling door. Volgens het empirisme en later het logisch positivisme van de Wiener Kreis kan een wetenschappelijk onderzoeker alleen ware kennis halen uit waarnemingen, alle a priori analytische kennis is slechts een afgeleide of moet zelfs helemaal worden verworpen. Karl Popper brengt hier tegenin dat conclusies uit waarnemingen alleen verworpen kunnen worden door tegenvoorbeelden (falsifieerbaarheid), maar dat de wetenschappelijke kennis nooit kan worden vastgesteld. Thomas Kuhn gaat hierin nog verder en zegt dat hele begrippenkaders of paradigma's aan verandering onderhevig zijn. Een paradigma kan in sommige contexten niet meer voldoen en met een wetenschappelijke revolutie worden gangbare paradigmata vervangen door een nieuw paradigma.

### Wijsgerige antropologie
Wijsgerige antropologie houdt zich bezig met vragen als "Wat is de mens? Wat is cultuur?" Onderwerpen binnen dit terrein zijn lichaam en geest, is er iets als een ziel, of wanneer is er sprake van een zelf? Op het terrein van lichaam en geest is er bijvoorbeeld de vraag of lichaam en geest wel gescheiden kunnen worden. Is niet alles lichamelijk? Het 'zelf' is vaak onderwerp op zich: Wanneer is er sprake van identiteit? Is iemand nog steeds dezelfde als hij anders denkt, of als hij lichamelijk is veranderd?

## Geschiedenis
Alle culturen hebben hun eigen filosofische tradities, zodat de studie van de filosofiegeschiedenis een bijzonder diverse kijk geeft op een breed panorama aan wijsgerige stelsels.
De westerse filosofie heeft haar bakermat in het Oude Griekenland. Zij wordt doorgaans ingedeeld in vier grote tijdvakken, namelijk de klassieke filosofie, de middeleeuwse filosofie de moderne filosofie en de hedendaagse filosofie.  De Chinese filosofie wordt doorgaans ingedeeld in drie grote tijdvakken, namelijk de klassiek-Chinese filosofie, de middeleeuws-Chinese filosofie en de modern-Chinese filosofie. Ook de Indische filosofie wordt in verschillende tijdvakken ingedeeld. Voor zover bekend is de Indische filosofie ook de oudste; de eerste sporen dateren van ca. 1500 v.Chr. De periode waarin de filosofie voor het eerst opkwam in deze verschillende landen valt ruwweg samen met de Spiltijd.

## Westerse en oosterse filosofie
Over de gehele wereld hebben mensen dezelfde vragen gesteld, en filosofische tradities gebouwd voortbordurend op elkaars werk. Filosofie kan ruwweg ingedeeld worden op basis van geografische en culturele criteria. De term "filosofie" refereert in een Europese of Amerikaanse academische context in het algemeen aan de filosofische tradities van de westerse beschaving, ook de 'westerse filosofie' genoemd. In het westen wordt de term 'oosterse filosofie' meestal gebruikt als overkoepelende term voor alle filosofische tradities van Azië en het oosten. Hieronder valt ook de filosofie die afkomstig is uit India, Iran en China.
De westerse filosofische traditie begon met de Griekse en ontwikkelde zich van hieruit via de Arabisch-Islamitische filosofie tot de hedendaagse. Enkele belangrijke Arabisch-Islamitische filosofen die de hedendaagse westerse filosofie beïnvloed hebben zijn Abulcasis, Al-Farabi, Al-Kindi, Averroes en Avicenna.
Filosofen delen de lange geschiedenis van de westerse filosofie traditioneel als volgt in: klassieke filosofie, middeleeuwse filosofie (scholastiek), moderne filosofie en hedendaagse filosofie. Enkele beroemde westerse filosofen zijn Plato, Aristoteles, Epicurus, Augustinus van Hippo, Thomas van Aquino, Willem van Ockham, René Descartes, Baruch Spinoza, Immanuel Kant, Georg Hegel, Friedrich Nietzsche, Ludwig Wittgenstein, Martin Heidegger, Karl Popper en Thomas Kuhn.
In tegenstelling tot de westerse filosofie is bij oosterse filosofieën meestal geen sprake van studie als een puur abstracte inspanning, maar is elke filosofie verbonden met een bepaalde spirituele praktijk of religieuze traditie.
De Nyaya school binnen de Indiase filosofie is misschien nog het beste te vergelijken met de westerse filosofie. Zo onderzoekt deze school bijvoorbeeld ook de logica. De Charvaka school was zelfs openlijk empiristisch en atheïstisch. Er zijn echter ook belangrijke verschillen. Zo benadrukt de oude Indische filosofie traditioneel de leringen van een bepaalde filosofische school of van oude teksten in plaats van de individuele filosoof. De meeste filosofen in India schreven anoniem of hun namen zijn nooit vastgelegd of doorgegeven. Enkele beroemde oosterse filosofen zijn Shankara, Boeddha, Bodhidharma, Laozi en Confucius.
De Afrikaanse filosofie werd tijdens de koloniale periode niet ernstig genomen als wetenschap op zich, maar werd wel beschreven en bestudeerd als antropologisch verschijnsel. Filosofie-opleidingen aan Afrikaanse koloniale onderwijsinstellingen waren kopieën van hun westerse tegenhangers. Na de dekolonisatie ontspon zich een dichotomie tussen enerzijds filosofen die de traditionele Afrikaanse filosofie bestudeerden (etnofilosofie) en anderzijds filosofen die in een algemeen kader onderzochten in hoeverre Afrikaanse taalpatronen en denkwijzen een nieuw licht werpen op de traditionele begrippen en categorieën van de westerse filosofie. Een bekende vertegenwoordiger van de eerste groep is Léopold Senghor; zijn concept van négritude kan gezien worden als een bewuste keuze voor een etnisch-Afrikaanse kijk op fundamentele vraagstukken over de mens en de samenleving. De tweede groep vond vooral in het Franse taalgebied een stem in Paulin Hountondji, met zijn uitgesproken kritiek op de traditionalistische benadering van de Afrikaanse filosofie.

## Filosofie als studie
Sinds de Middeleeuwen wordt filosofie aan de universiteiten als bijvak onderwezen. Vanaf de 13e eeuw stond de filosofie steeds meer los van de Artes liberales. Tot in de 18e eeuw bleef de filosofie een van de vier klassieke faculteiten en was een student die vragen op bijvoorbeeld natuurwetenschappelijk gebied wilde beantwoorden verplicht eerst een cursus filosofie te volgen. Vanaf de 19e eeuw kwam de filosofische leerstoel echter inhoudelijk steeds meer onder druk te staan, toen eerst de natuurwetenschap en later ook de filologie en de sociale wetenschappen zich verder verzelfstandigden.

### Nederland en Vlaanderen
Filosofie is tegenwoordig in Nederland en Vlaanderen een universitaire opleiding en heet aan de meeste universiteiten "Wijsbegeerte". Soms kunnen studenten kiezen voor de mastervariant Wijsbegeerte van een bepaald wetenschapsgebied. Afhankelijk van de universiteit waaraan men wijsbegeerte studeert en haar oriëntatie op de wijsbegeerte, krijgt men een diploma in de kunsten (bijvoorbeeld Master of Arts) of in de wetenschappen (bijvoorbeeld Master of Science). Hiernaast bestaan er veel verschillende niet-academische filosofiecursussen.
In het middelbaar onderwijs in Vlaanderen wordt het vak filosofie niet opgelegd door de subsidiërende overheid, maar een aantal scholen richten het vak in binnen de zogeheten vrije ruimte van het lesrooster in de derde graad (vijfde en zesde jaar, dus 16- tot 18-jarigen). In het schooljaar 2019-2020 werd van die mogelijkheid gebruikgemaakt door 40 Vlaamse scholen, zowel in het gemeenschapsnetwerk als in het katholieke netwerk. Meestal gaat het om algemeen secundair onderwijs, maar ook technisch, kunst- en buitengewoon onderwijs komen op de lijst voor. Het katholieke netwerk heeft voor de richting beeldende vorming in het kunstonderwijs een specifiek leerplan filosofie.

### Filosoferen met kinderen
Zowel in Vlaanderen als in Nederland wordt sinds de jaren 80 van de vorige eeuw op een groeiend aantal basisscholen met kinderen gefilosofeerd, evenals in club- en buurthuizen. Daarom wordt er ook op steeds meer pabo's aandacht aan besteed. Het gaat in dit vakgebied niet zozeer om de geschiedenis van de filosofie, maar om het filosoferen zelf als middel om het creatieve denken van kinderen verder te ontwikkelen. Grondlegger van dit filosoferen met kinderen is de Amerikaan Matthew Lipman.
Pioniers van filosoferen met kinderen in Vlaanderen zijn onder meer Willy Poppelmonde, Richard Anthone en Peter Algoet (o.a. met zijn vertaling en bewerking van 'Nous' van Matthew Lipman, Acco, 1999). In Nederland zijn dat Pieter Mostert en Karel van der Leeuw. In de jaren 90 zijn het in Nederland vooral Berrie Heesen en Tecla Rondhuis die zich bezighouden met het samenstellen van materiaal voor de basisschool en het promoten van filosoferen met kinderen.